# Énekes

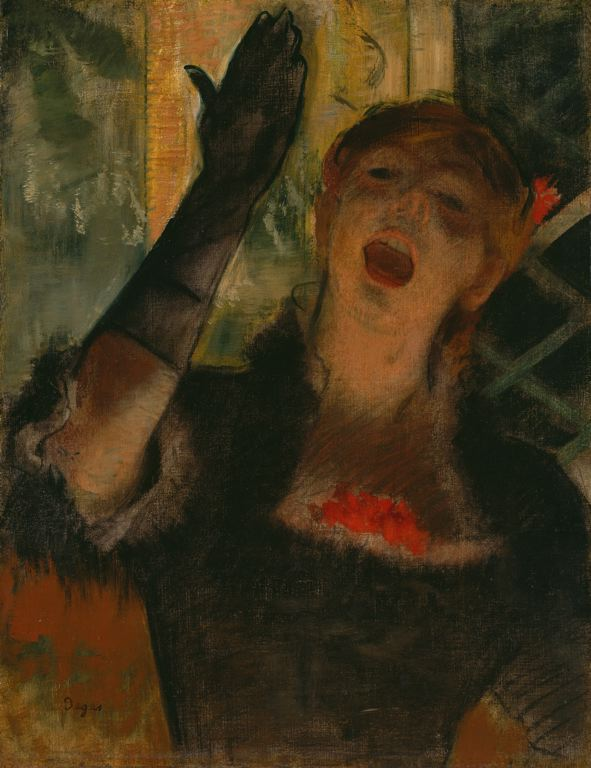
Edgar Degas festménye

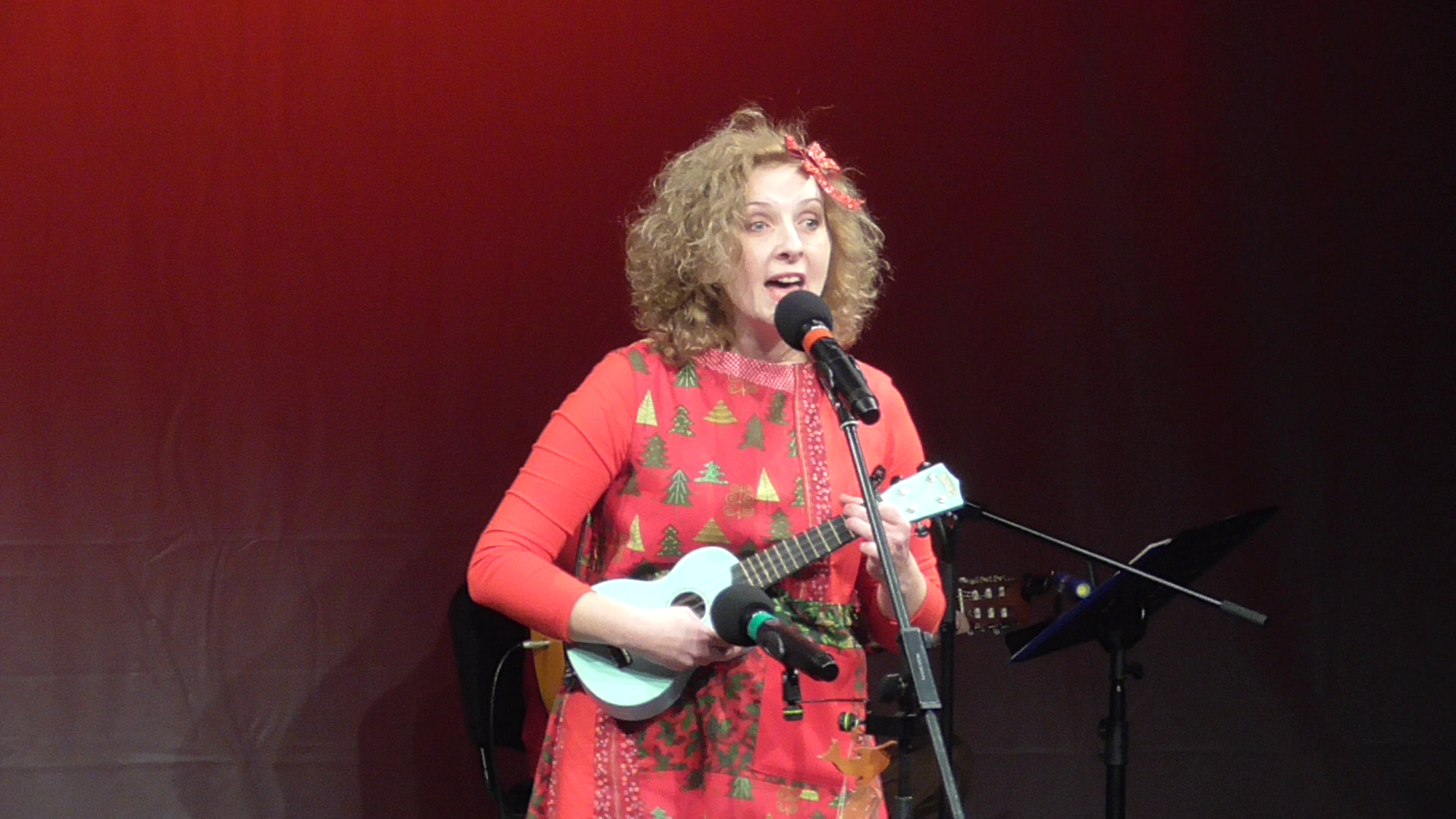
A vajdasági Csíkos-Pöttyös Zenekar ukulelével kísérő frontembere

Az énekes olyan előadóművész, aki foglalkozásszerűen énekel, vokális zene előadásával (dalok, románcok, áriák, kórus stb.) foglalkozik.
Az énekes énekelhet a cappella módon, tehát hangszeres kíséret nélkül (a kifejezés jelentése: ahogy a kápolnában) vagy hangszereres kísérettel. Az énekes felléphet egyénileg, vagy más énekesekkel együtt. Sok énekesnek van együttese is, amelynek a többi tagja vagy egy másik énekes, vagy hangszeres szólista, aki a hangszeres kíséretért felel.
Az énekművészek különbözőképpen csoportosíthatók. A különböző műfajok különböző stílusérzéket igényelnek.

## Műfaj szerint
- népdalénekes
- dalénekes
- nótaénekes
- operaénekes
- dzsesszénekes
- rockénekes
- kórista

Nem egy énekes képes különböző műfajokban is énekelni.

## Hangfekvés szerint
A hangfekvés, az énekes hangmagassága egyéni adottságon alapul.

### Női hangok
- koloratúr
- szoprán
- mezzoszoprán
- alt

### Férfi hangok
- kontratenor
- tenor
- bariton
- basszus

## Frontember
A könnyűzenei együttesek egyik tagját a médiában gyakran az együttes frontemberének is nevezik, mivel ő áll a koncerteken a fronton (a színpad elején), illetve ő kapja a legnagyobb figyelmet a médiában. Jellemzően ő az együttes énekese, de lehet valamelyik hangszeres szólista is. A frontember és az énekes kifejezések így nem szinonimái egymásnak.

## Lásd még
- Kategória:Hangfajok
- Zenész
- Éneklés
- A cappella
- Frontember